# Chropyně
Chropyně är en stad i Tjeckien.   Den ligger i regionen Zlín, i den östra delen av landet, 230 km öster om huvudstaden Prag. Chropyně ligger 197 meter över havet och antalet invånare är 5 172.
Terrängen runt Chropyně är platt.Runt Chropyně är det ganska tätbefolkat, med 96 invånare per kvadratkilometer. Närmaste större samhälle är Kroměříž, 6,8 km söder om Chropyně. Trakten runt Chropyně består till största delen av jordbruksmark.